# Rap Sjak
Rap Sjak (originaltitel Quack Pack) var en tegnet tv-serie skabt af The Walt Disney Company.
Serien startede i september 1996, og sluttede i november 1996, som en del af showet "The Disney Afternoon" (den amerikanske titel på Disney Sjov). 
Denne serie var en spin-off, til Rip, Rap og Rup på eventyr. Anders And har hovedrollen, sammen med sine nevøer Rip, Rap og Rup, der i denne serie er blevet teenagere. 
Andre kendte Disney-figurer, som også medvirker i serien, er Andersine And, Raptus Von And, og hunden Pluto (kun i et afsnit). I Rap Sjak, er Andersine en raporter i sit tv-program, ved navn "Hvad I Alverden", hvor Anders er hendes kameramand, og hendes chef, eller kollega er en mand, som hedder Kent Poulsen. 
Rip, Rap og Rup taler et mere typisk teenage-agtigt sprog, i stedet for den andeagtige accent, som de havde i de gamle Disney-film. De er også superhelte i nogen af afsnittende, som hedder T-Holdet. 
På trods af, at Anders og nevøerne bor i Andeby, er det kun få hunde og ænder, der bor i byen. 
Der er stort set kun mennesker med i serien. Og så har Anders’s onkel Joakim Von And, overhoved ikke nogen medvirken,(enten er han død i serien, eller også er han blevet så gammel, at han har valgt at leve i eksil)og Joakims pengetank kan heller ikke ses i serien. 
For dette, og af andre årsager (blandt andet at nevøerne siger, at de hader naturen, selvom de var medlemmer af Grønspætterne som små) blev Rap Sjak kritiseret, af nogle Disney-fans. Rap Sjak havde kun en sæson, med 39 afsnit. Efter Disney Sjov, vendte det tilbage på Disney Channel, og Toon Disney. På amerikansk var showets titel oprindeligt Duck Daze, men blev i sidste øjeblik ændret til Quack Pack, på grund af tema-sangen, af Eddie Money.

## Danske stemmer
- Andersine: Annette Heick
- Anders And: Bjarne Helth Hansen
- Rip: Andreas Hviid
- Rap: Mikkel Christiansen
- Rup: Mathias Klenske
- Kent Powers: Peter Aude

Øvrige stemmer:
- Lars Thiesgaard
- Vibeke Dueholm
- Peter Røschke
- Cecilie Stenspil
- Henrik Koefoed
- Jonathan Gøransson
- Julie Lund

Titelsang sunget af: Kim Sandberg